# San-Clemente-Buschzaunkönig
Der San-Clemente-Buschzaunkönig (Thryomanes bewickii leucophrys) ist eine ausgestorbene Unterart des Buschzaunkönigs (Thryomanes bewickii). Er war auf San Clemente Island in den kalifornischen Kanalinseln endemisch.

## Merkmale

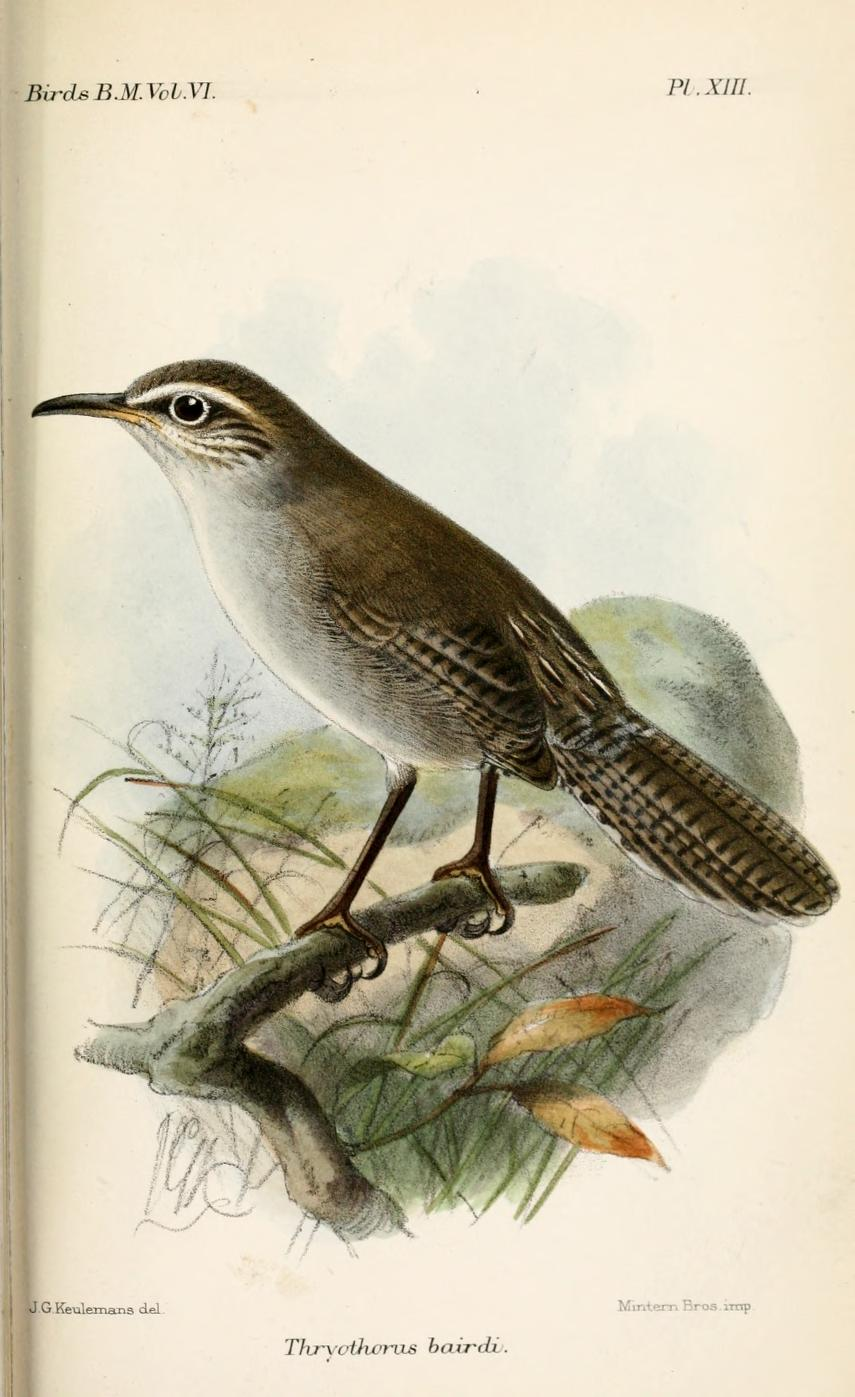
Darstellung der ähnlichen Unterart T. b. bairdi
(Illustration von J. G. Keulemans, 1881)

Der San-Clemente-Buschzaunkönig erreichte eine Länge von 14 cm. Die Oberseite war überwiegend braun mit einer grauen Verwaschung. Die Unterseite war grauweiß. Die Kehle und die Unterschwanzdecken waren heller. Ein weißer Augenstreif verlief durch und hinter dem Auge. Flügel und Schwanz waren hell und dunkel schwarzbraun gebändert. Die Unterschwanzdecken waren braunschwarz gebändert. Der Schnabel war schwarzbraun, die Unterschnabelbasis war heller. Die Iris war braun. Die Beine und Füße und waren dunkelbraun. Der San-Clemente-Buschzaunkönig hatte einen längeren Schnabel als die Nominatform. Auch die Bänderung der Unterschwanzdecken war schwächer ausgeprägt.

## Aussterben
Als A. Brazier Howell 1917 San Clemente Island besuchte, fand er die Unterart noch häufig vor. Auch beim Besuch von Joseph Grinnell und Alden Holmes Miller war der San-Clemente-Buschzaunkönig noch weit verbreitet. Sie bemerkten 1944, dass die Zaunkönige im dichten Dorngestrüpp und in den Kakteen brüteten. 1968 wurde die Unterart zum letzten Mal nachgewiesen. Ein einzelner Buschzaunkönig, der 1973 gefangen und 1974 lebend fotografiert wurde, gehörte nicht zu dieser Rasse, sondern war offenbar ein Irrgast einer anderen Unterart. Das Aussterben des San-Clemente-Buschzaunkönigs ist höchstwahrscheinlich auf die Zerstörung der Inselvegetation durch Schafe und Ziegen zurückzuführen.